# دیوید ماکفورسون (تنیس‌باز)
 دیوید ماکفورسون (انگلیسی: David Macpherson؛ زادهٔ ۳ ژوئیهٔ ۱۹۶۷) یک تنیس‌باز اهل استرالیا است. 